# The Kylie Tapes 94–98
The Kylie Tapes 94–98 je VHS avstralske pevke Kylie Minogue. Leta 1998 je preko založbe Mushroom Records izšel le v Avstraliji. Vključuje videospote za vsako od njenih pesmi, izdanih med letoma 1994 in 1998.

## Seznam pesmi
| Št. | Naslov                                 | Dolžina |
| --- | -------------------------------------- | ------- |
| 1.  | „Breathe‟ (videospot)                  |         |
| 2.  | „Did It Again‟ (videospot)             |         |
| 3.  | „Some Kind of Bliss‟ (videospot)       |         |
| 4.  | „Confide in Me‟ (videospot)            |         |
| 5.  | „Where Is the Feeling?‟ (videospot)    |         |
| 6.  | „Put Yourself in My Place‟ (videospot) |         |

## Formati
| Format | Država     | Kataloška številka | Založba             |
| ------ | ---------- | ------------------ | ------------------- |
| VHS    | Avstralija | 101623             | Warner Music Vision |